# Otto Kotilainen
Otto Kotilainen, född 5 februari 1868 i Heinävesi, död 9 augusti 1936 i Helsingfors, var en finländsk tonsättare och musikpedagog. 
Kotilainen var elev vid Helsingfors musikinstitut och studerade därefter komposition i utlandet. Han var från 1902 lärare vid Helsingfors folkskolor och från 1910 lärare i musikteori vid musikinstitutet samt verkade som musikrecensent och anförare av blandade körer. Han komponerade orkesterdikter, en kantat, solo- och körsånger, violin- och pianostycken samt åtskillig skådespelsmusik.

## Fotnoter
1. 1 2  Bibliothèque nationale de France, BnF Catalogue général : öppen dataplattform, id-nummer i Frankrikes nationalbiblioteks katalog: 13936672q.[källa från Wikidata]
2. ↑  Musicalics, Musicalics kompositörs-ID: 92204, läst: 5 april 2022.[källa från Wikidata]